# 肯特納鎮區 (北達科他州迪基縣)
肯特納鎮區（英語：Kentner Township）是位於美國北達科他州迪基縣的一個鎮區。

## 地方資料
肯特納鎮區的面積為93.56平方千米，當中陸地面積為93.53平方千米，而水域面積為0.02平方千米。根據2020年美國人口普查的數據，當地共有人口232人，而人口密度為每平方千米2.48人。